# Addiktologi
Addiktologi (från det engelska ordet addiction, beroende) är en filosofi och alternativ behandlingsform som anses tillämplig för alla typer av beroende.  Addiktologin bygger till stor del på tolvstegsrörelsen och har ett holistiskt perspektiv på människan.
Den är utvecklad av Torbjörn Fjellström och beskriver genom en modell hur människan utvecklar bindningar till nästan vad som helst. I missbrukspreventiva utbildningar syftar den till att utbilda och utveckla personer inför arbete inom bland annat beroendebehandling. Addiktologin innehåller även en grupputvecklingsmodell som strävar efter individens ständiga utveckling med hjälp av gruppen i den så kallade cirkelgruppen. Addiktologer utbildas på Fria Universitetet i Norden. Läran använder bland annat vedisk gunalära samt den kinesiska trekraftsläran i olika system, så kallade gunaplan och matriser, som ett pedagogiskt ramverk för att hjälpa till att belysa, genomskåda och på ett djupare plan förstå ting, händelser och fenomen. 
Addiktologi kan delas in i tre olika nivåer, en pedagogisk, en psykologisk och en filosofisk nivå.
Utbildningen drivs sedan 2013 av enskilde huvudmannen, Samverkangruppen A&L AB. Det går sedan 2020 även att utbilda sig till Addiktolog via Birkagårdens Folkhögskola i samarbete med Samverkangruppen, denna utbildning är CSN-berättigad. Utbildningssätet grundades av Torbjörn Fjellström med flera, 1988.

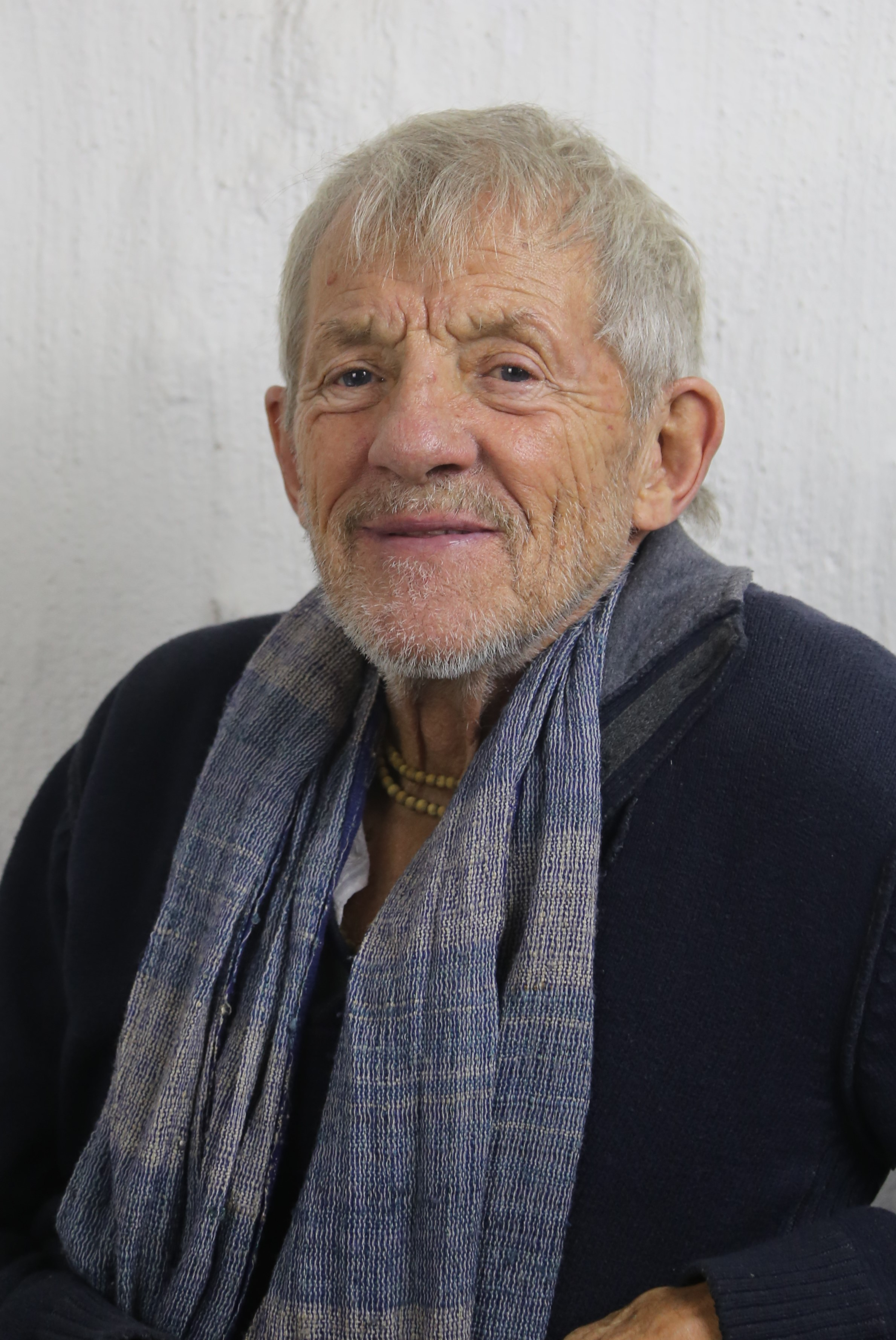
Torbjörn Fjellström

## Kritik
I ett inslag i Ligga med P3 kritiserades Samverkangruppens utbildning kopplat till en alternativ dysberoendeklinik. Björn Johnson, statsvetare och senare professor i socialt arbete på Malmö universitet kallade lånordet addiktologi för "hitte på-term" utan vetenskaplig grund. 
Addiktologin har också varit i blåsväder efter att Aftonbladet publicerat en artikel där tidigare klienter anklagar den alternativa terapikliniken Absolutions för att vara en sekt. I artikeln uppges terapins grundfilosofi vara addiktologi. 